# Дошен Дабар
44°34′ пн. ш. 15°07′ сх. д. / 44.57° пн. ш. 15.12° сх. д.
Дошен Дабар (хорв. Došen Dabar) — населений пункт у Хорватії, у Лицько-Сенській жупанії у складі громади Карлобаг.

## Населення
Населення за даними перепису 2011 року становило 0 осіб.
Динаміка чисельності населення поселення:

## Клімат
Середня річна температура становить 9,00 °C, середня максимальна – 20,37 °C, а середня мінімальна – -3,39 °C. Середня річна кількість опадів – 1357 мм.
| Клімат поселення                              | Клімат поселення | Клімат поселення | Клімат поселення | Клімат поселення | Клімат поселення | Клімат поселення | Клімат поселення | Клімат поселення | Клімат поселення | Клімат поселення | Клімат поселення | Клімат поселення | Клімат поселення |
| Показник                                      | Січ.             | Лют.             | Бер.             | Квіт.            | Трав.            | Черв.            | Лип.             | Серп.            | Вер.             | Жовт.            | Лист.            | Груд.            |                  |
| Середній максимум, °C                         | 6,87             | 5,96             | 7,64             | 11,20            | 16,18            | 20,27            | 20,30            | 20,37            | 16,45            | 12,53            | 7,98             | 6,18             |                  |
| Середня температура, °C                       | 2,20             | 1,28             | 2,96             | 6,52             | 11,50            | 15,58            | 17,64            | 17,72            | 13,80            | 9,89             | 5,33             | 3,53             |                  |
| Середній мінімум, °C                          | −2,48            | −3,39            | −1,71            | 1,85             | 6,84             | 10,92            | 15,00            | 15,06            | 11,15            | 7,24             | 2,67             | 0,88             |                  |
| Норма опадів, мм                              | 102              | 102              | 104              | 111              | 97               | 97               | 58               | 82               | 132              | 155              | 175              | 142              |                  |
| Середньомісячна швидкість вітру, м/с          | 4.06             | 4.16             | 4.06             | 3.75             | 3.38             | 3.16             | 3.08             | 3.06             | 3.44             | 3.83             | 4.36             | 4.48             |                  |
| Середньомісячна сонячна радіація, кДж/м²·день | 4655             | 7284             | 10711            | 15322            | 19425            | 21230            | 23051            | 19969            | 14644            | 9481             | 5061             | 3910             |                  |
| --------------------------------------------- | ---------------- | ---------------- | ---------------- | ---------------- | ---------------- | ---------------- | ---------------- | ---------------- | ---------------- | ---------------- | ---------------- | ---------------- | ---------------- |
| Джерело:                                      |                  |                  |                  |                  |                  |                  |                  |                  |                  |                  |                  |                  |                  |